# 김강립
김강립(金剛立, 1965년 11월 9일 ~ )은 대한민국의 제6대 식품의약품안전처장이다.

## 생애
1965년 11월 9일 강원특별자치도 철원군에서 태어났다. 동국대학교 사범대학 부속고등학교, 연세대학교 사회학과, 시카고 대학교 사회복지정책학 석사, 연세대학교 보건학 박사 과정을 졸업하였다.
1990년 행정고시 33회에 합격하여 공직에 입문하였다.

## 학력
- 동국대학교 사범대학 부속고등학교 졸업
- 연세대학교 사회학과 학사
- 시카고 대학교 사회복지정책학 석사
- 연세대학교 보건학 박사

## 경력
- 1990년: 제33회 행정고시 합격
- 보건복지부 국제협력과
- 2000년: 보건복지부 연금보험국 연금제도과
- 2002년: 보건복지부 연금보험국 보험급여과 과장
- 2006년 1월 ~ 2007년 2월: 보건복지부 사회복지정책본부 장애인정책팀 팀장
- 2007년 2월 ~ 2008년 3월: 보건복지부 보건의료정책본부 의료정책팀 팀장
- 2008년 3월 ~ 2009년 2월: 보건복지부 보건의료정책실 보건의료정책과 과장
- 2009년 2월 ~ 2010년 3월: 보건복지가족부 보건산업정책국 국장
- 2010년 3월 ~ 2010년 10월: 보건복지부 보건산업정책국 국장
- 2010년 10월 ~ 2011년 8월: 보건복지부 사회복지정책실 사회서비스정책관
- 2011년 8월 ~ 2012년 8월: 보건복지부 연금정책관
- 2012년 8월 ~ 2015년 8월: 외교부 주제네바 대한민국 대표부 공사참사관
- 2015년 9월 ~ 2016년 12월: 보건복지부 보건의료정책실 보건의료정책관
- 2016년 12월 ~ 2017년 9월: 보건복지부 보건의료정책실 실장
- 2017년 9월 ~ 2019년 5월: 보건복지부 기획조정실 실장
- 2019년 5월 ~ 2020년 9월: 보건복지부 차관
- 2020년 5월 ~ : 세계보건기구 집행이사회 대한민국 집행이사
- 2020년 9월 ~ 2020년 11월: 보건복지부 제1차관
- 2020년 11월 ~ 2022년 5월: 제6대 식품의약품안전처장
- 2021년 6월 ~ : 세계보건기구 집행이사회 부의장
- 2022년 9월 ~ : 연세대학교 보건대학원 특임교수
- 2025년 6월 ~ : 김앤장 출근